# Ilha de Seymour Norte
Seymour Norte é uma das Ilhas Galápagos. Possui uma área de 1,9 km² e é desabitada, sendo coberta por vegetação rasteira e espessa. O nome da ilha é uma homenagem ao nobre britânico Hugh Seymour.